# Зенфтенберг
Зенфтенберг или Злы Коморов (нем. Senftenberg, н.-луж. Zły Komorow) — город в Германии, районный центр, расположен в земле Бранденбург на одноимённом искусственном озере Зенфтенбергер-Зе.
Входит в состав района Верхний Шпревальд-Лужица.  Занимает площадь 126,94 км². Официальный код — 12 0 66 304.
Город подразделяется на 9 городских районов.

## Население
| Год  | Население |
| ---- | --------- |
| 1990 | 36 894    |
| 1995 | 34 413    |
| 2000 | 31 374    |
| 2005 | 28 774    |
| 2010 | 26 530    |
| 2015 | 24 625    |
| 2020 | 23 371    |

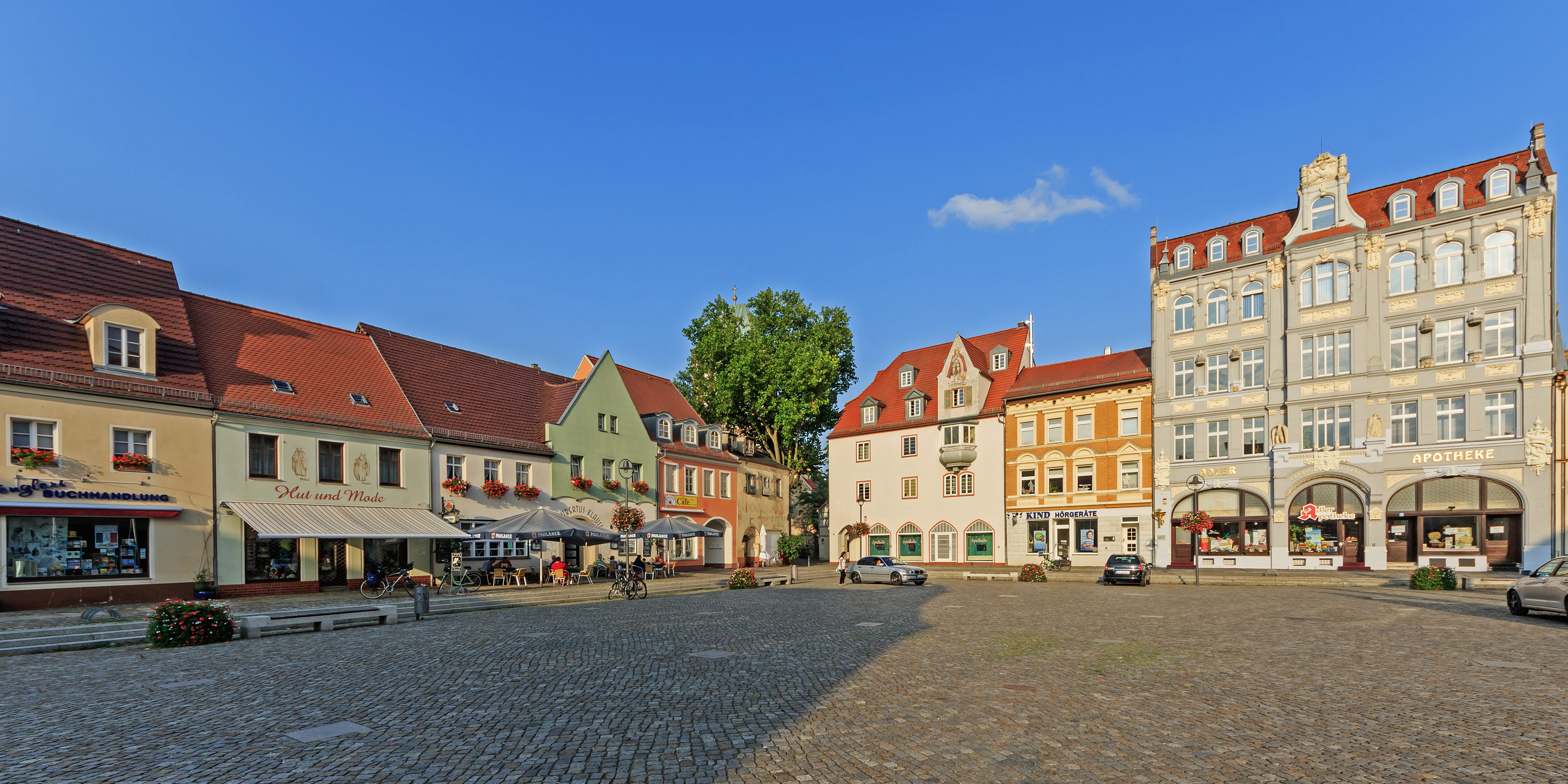
Рыночная площадь
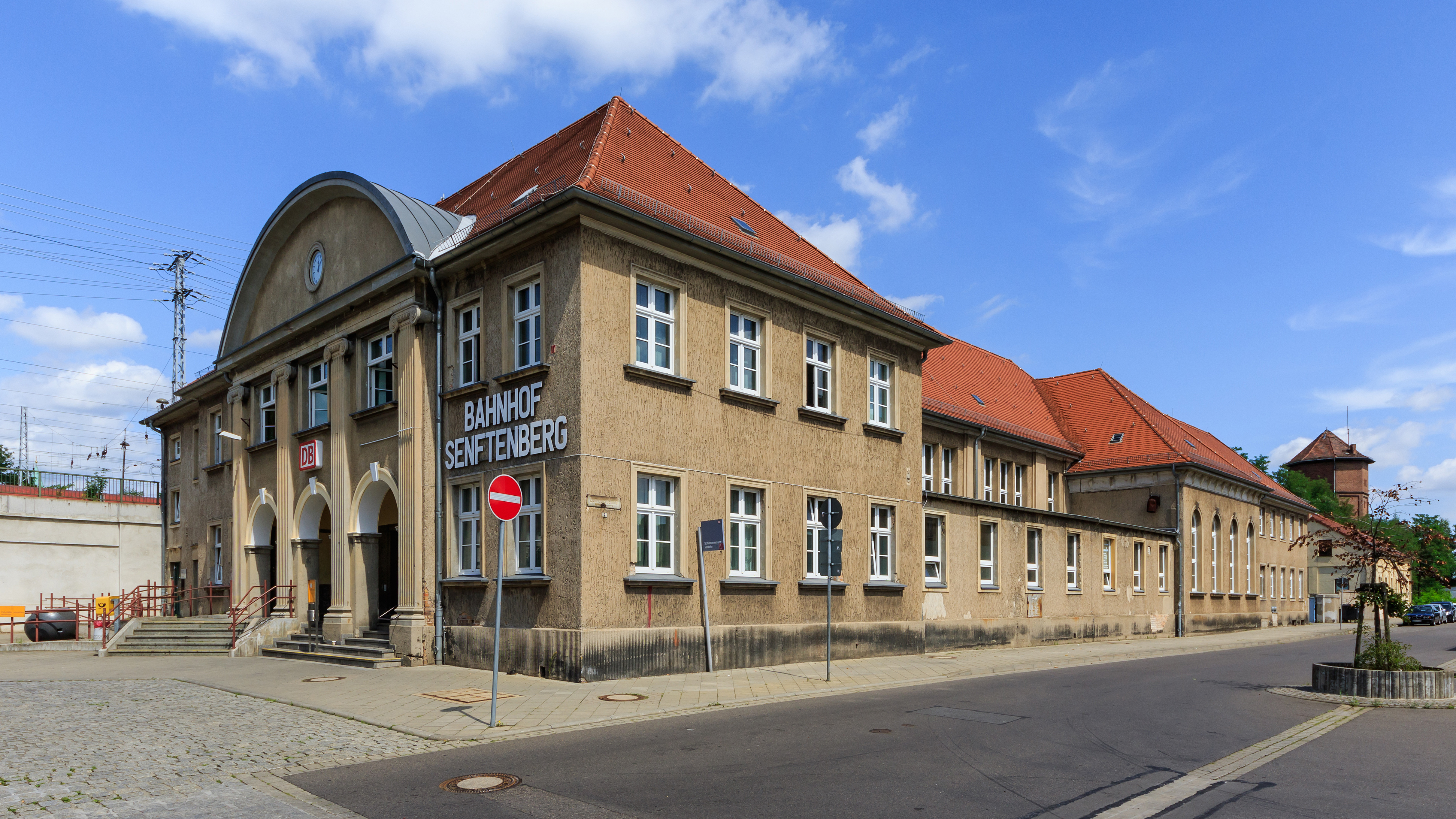
Ж/д вокзал
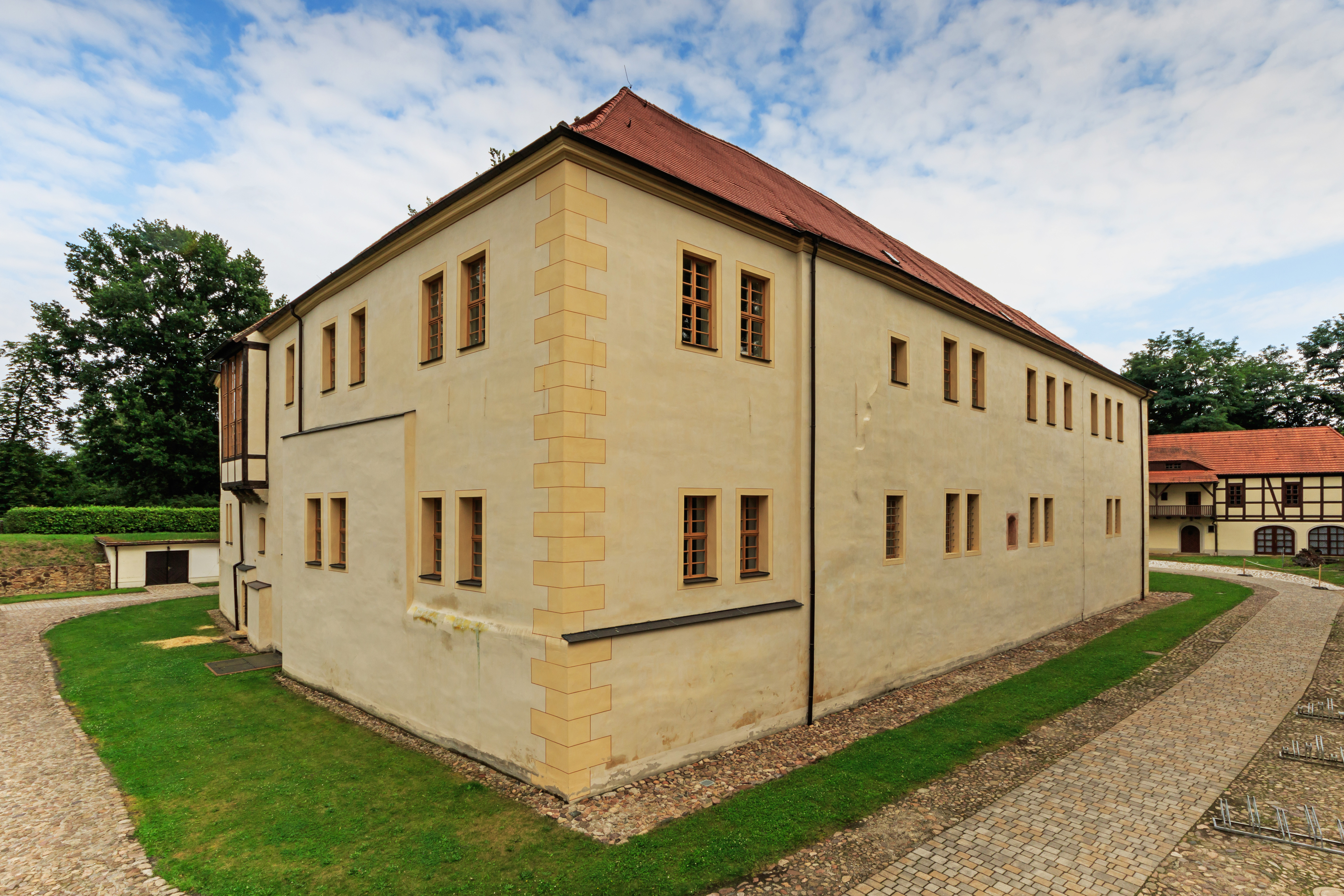
Замок
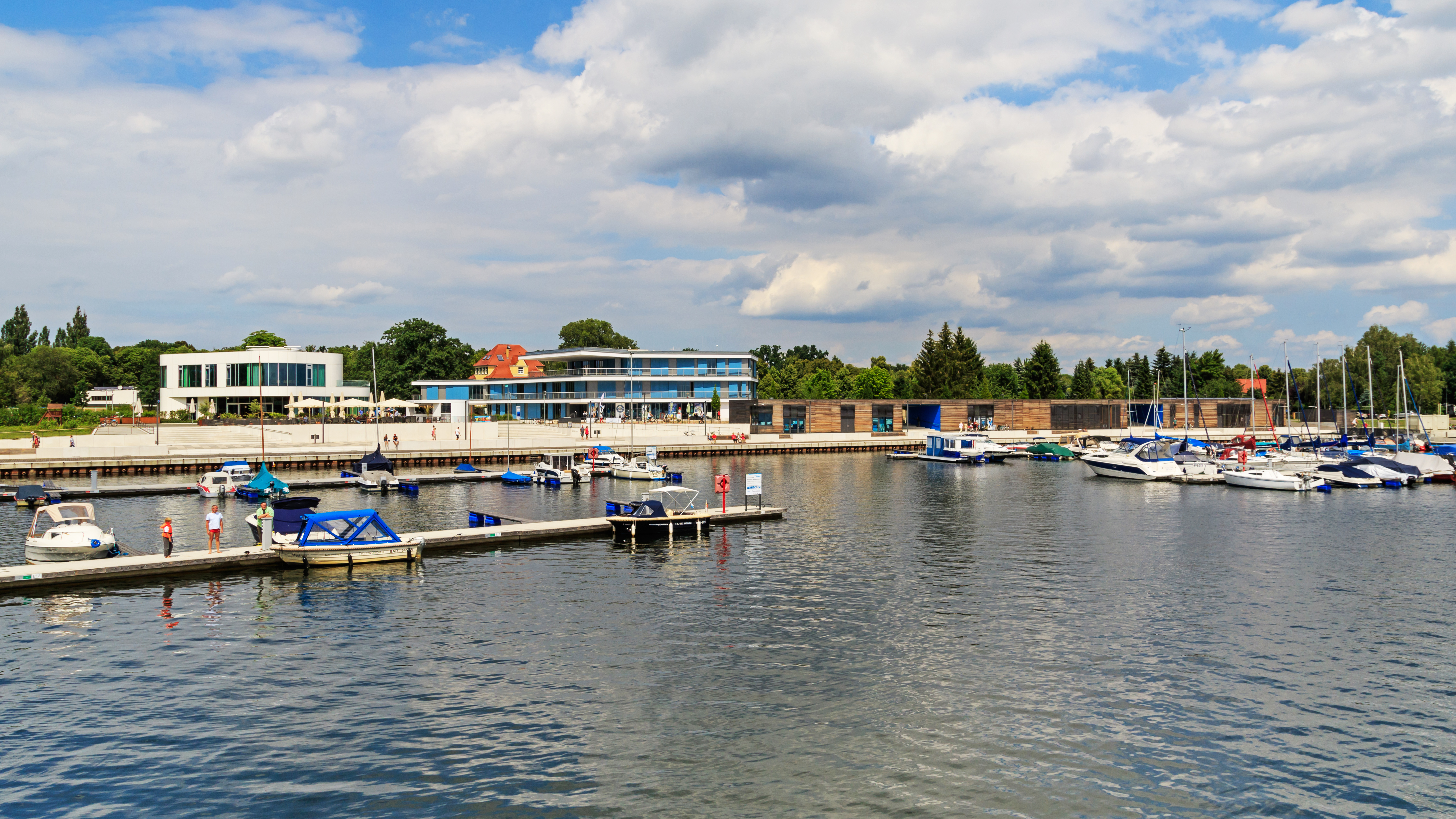
Порт на озере